# Kunrei-shiki
Kunreisiki (訓令式 "sistema ordenado por el Gabinete", romanizado Kunrei-shiki en el sistema Hepburn) es un sistema de romanización del idioma japonés.
Kunreisiki es conocido como el sistema Monbushō (Ministerio de Educación Japonés, o 文部省) en el extranjero, porque se enseña en el currículo de la escuela primaria del Monbushō. Sin embargo, en Japón este nombre nunca ha sido empleado. El sistema Kunrei-shiki también se conoce como ISO 3602, pues se convirtió en el estándar de la ISO.
El sistema Kunreisiki se basa en el sistema precedente Nipponsiki (o Nihon-shiki), pero está modificado para adaptarse al japonés moderno estándar. Por ejemplo, la palabra かなづかい, romanizada kanadukai en Nipponsiki, se pronuncia kanazukai en el japonés moderno, y como tal el sistema Kunreisiki utiliza esta escritura. 

## Historia y adopción
El sistema se promulgó originalmente como Orden nº 3 del Gabinete Japonés del 21 de septiembre de 1937. Pero como esta orden fue derogada por el SCAP durante la ocupación de Japón, el gobierno la revocó y la volvió a decretar como Orden nº 1 del Gabinete Japonés del 29 de diciembre de 1954.
Kunreisiki ha sido reconocido, junto con Nipponsiki, en ISO 3602:1989. Documentación--Romanización del Japonés (escritura kana) por la Organización Internacional de la Estandarización (ISO). También ha sido reconocido por el Instituto Estadounidense de Estándares Nacionales (ANSI) después de que retirasen su propio estándar, ANSI Z39.11-1972 Sistema Estándar Nacional Estadounidense para la Romanización del Japonés (Hepburn modificado), en 1994.

## Uso en la actualidad
A pesar de su reconocimiento oficial, Kunreisiki no ha conseguido una aceptación popular ni dentro ni fuera de Japón. El gobierno generalmente utiliza Hepburn para romanizar los nombres y términos japoneses en contextos internacionales, así como en otros contextos menos específicos como los pasaportes y señales. La mayoría de los países utiliza el sistema Hepburn.
Como el sistema Kunrei-shiki está basado en la fonología japonesa, a los extranjeros (como los hablantes de inglés o español) a veces les resulta extraño, en particular cuando se enfrentan a nuevas combinaciones de kana como ティーム (en su escritura más tradicional チーム) team ("equipo", palabra tomada del inglés). En Hepburn, estas dos escrituras se representarían de forma distinta como tīmu y chīmu respectivamente, ofreciendo una indicación más precisa de su pronunciación en inglés. En la fonología japonesa, sin embargo, los sonidos ティ "t'i" y チ "ti" son el mismo fonema, y se representan en Kunreisiki como t'îmu y tîmu respectivamente. El apóstrofo ' indica "inestable, pero identificado como el mismo sonido". Este tipo de lógica a menudo confunde a los que no conocen bien la fonología japonesa.
Hoy en día, el sistema Kunreisiki es utilizado mayormente por hablantes nativos del japonés y lingüistas. Una ventaja es que el sistema puede ilustrar más claramente la gramática japonesa, ya que no tiene el problema del sistema Hepburn de hacer que algunas conjugaciones regulares parezcan irregulares (véase la tabla a la derecha). El problema más serio[¿según quién?] del sistema Hepburn es que cambia la raíz verbal, cuando, gramaticalmente hablando, la raíz no debe cambiarse en ningún caso.

## Tabla de romanización
| a | i    | u     | e  | o     |
| --- | ---- | ----- | -- | ----- |
| ka | ki   | ku    | ke | ko    |
| sa | si   | su    | se | so    |
| ta | ti   | tu    | te | to    |
| na | ni   | nu    | ne | no    |
| ha | hi   | hu    | he | ho    |
| ma | mi   | mu    | me | mo    |
| ya |      | yu    |    | yo    |
| ra | ri   | ru    | re | ro    |
| wa |      |       |    |       |
| n |      |       |    |       |
| ga | gi   | gu    | ge | go    |
| za | zi   | zu    | ze | zo    |
| da | (zi) | (zu)  | de | do    |
| ba | bi   | bu    | be | bo    |
| pa | pi   | pu    | pe | po    |
| kya |      | kyu   |    | kyo   |
| sya |      | syu   |    | syo   |
| tya |      | tyu   |    | tyo   |
| nya |      | nyu   |    | nyo   |
| hya |      | hyu   |    | hyo   |
| mya |      | myu   |    | myo   |
| rya |      | ryu   |    | ryo   |
| gya |      | gyu   |    | gyo   |
| zya |      | zyu   |    | zyo   |
| (zya) |      | (zyu) |    | (zyo) |
| bya |      | byu   |    | byo   |
| pya |      | pyu   |    | pyo   |
| Notas: |      |       |    |       |
| - Cuando he へ se utiliza como partícula se escribe e, no he (como en Nipponsiki). - Cuando ha は se utiliza como partícula se escribe wa, no ha. - Cuando wo を se utiliza como partícula se escribe o, no wo. - Las vocales largas se indican mediante un circunflejo, por ejemplo, la o larga se escribe ô. - La n silábica ん se romaniza n antes de consonante, pero como n' antes de vocal o n / y. - Las consonantes geminadas se marcan doblando la consonante que sigue al carácter っ. - La primera letra de una frase, así como todos los nombres propios, se escriben con mayúscula inicial. - ISO 3602 tiene la forma estricta, véase Nipponsiki (Nihon-shiki). |      |       |    |       |